# Ever Guzmán
Ever Arsenio Guzmán Zavala (Celaya, 15 maart 1988) is een Mexicaans voetballer. Hij speelt als aanvaller bij Monarcas Morelia. In 2005 won Guzmán met Mexico het WK Onder-17.

## Clubvoetbal
Guzmán werd opgeleid als voetballer in de jeugd van Monarcas Morelia. Hij maakte op 15 mei 2004 zijn debuut in de Primera División de México voor het eerste elftal in de wedstrijd tegen CF Pachuca. In december 2005 verbleef Guzmán een week in Barcelona om een contract af te dwingen bij FC Barcelona, de club waar zijn WK-teamgenoot Giovanni Dos Santos reeds speelde. In tegenstelling tot zijn landgenoten Efraín Juárez en Jorge Hernández, die eveneens wereldkampioen waren geworden in 2005, kon hij onvoldoende indruk maakte en Guzmán keerde terug naar Monarcas Morelia, Sinds de Clausura 2006, de tweede helft van het seizoen 2005/2006, werd Guzmán een vaste waarde voor de hoofdmacht van Monarcas Morelia. Op 11 februari 2006 maakte de aanvaller tegen Atlas Guadalajara zijn eerste competitiedoelpunt. Om competitieritme op te doen werd Guzman van 2009 tot 2010 gestald bij FC Mérida. Ook in 2010/11 wordt hij uitgeleend: deze keer aan CD Veracruz.

## Nationaal elftal
Guzmán won in oktober 2005 met Mexico het WK Onder-17 in Peru. De aanvaller eindigde met in totaal vier doelpunten bovendien als tweede op de topscorerslijst van het WK Onder-17, achter zijn teamgenoot Carlos Vela. Op weg naar de finale versloeg Mexico Uruguay (2-0), Australië (3-0; één doelpunt), Costa Rica (3-1; één doelpunt) en Nederland (4-0; één doelpunt). In de eindstrijd, gehouden in Estadio Naciónal van Lima voor 40.000 toeschouwers, won Los Tricolores met 3-0 van Brazilië, dat daarmee onttroond werd als wereldkampioen. Na een halfuur kopte Carlos Vela de 1-0 binnen. Omar Esparza en Guzmán zelf bepaalden daarna de eindstand op 3-0.